# الرعاية التأهيلية
الرعاية التأهيلية هو مفهوم يشير إلى مجموعة من الخدمات الصحية والاجتماعية التي تهدف إلى تحسين الجودة والوظائف الحياتية للأشخاص الذين يعانون من إصابات أو إعاقات جسدية أو عقلية أو توجد لديهم اضطرابات صحية مزمنة. تشمل هذه الرعاية العديد من التدخلات والبرامج التي تهدف إلى استعادة وتعزيز القدرات الحياتية للأفراد المستهدفين سواء كان ذلك عبر عمليات تأهيلية تقليدية أو استخدام تقنيات حديثة وتطبيقات تكنولوجيا المعلومات، وتهدف الرعاية التأهيلية إلى تحسين جودة الحياة للأفراد المستفيدين ومساعدتهم في استعادة القدرات والمهارات المفقودة أو المتأثرة بسبب الإصابات أو الأمراض، وتعمل الرعاية التأهيلية على تقييم حالة المريض ووضع خطة علاجية فردية تتضمن الإصابات والتأهيل والعلاج النفسي والعلاج المهني والعلاج الطبيعي والتوجيه والدعم.

## أهمية الرعاية التأهيلية
تقدم الرعاية التأهيلية فوائد عديدة للمرضى:
- القدرات الوظيفية المعززة:

يستعيد الأفراد القوة والحركة والاستقلالية، مما يسمح لهم بأداء الأنشطة اليومية بثقة متزايدة.
- تحسين نوعية الحياة:

تعمل عملية إعادة التأهيل على تمكين الأفراد من المشاركة في العمل والترفيه والأنشطة الاجتماعية، مما يجلب الشعور بالرضا والرفاهية العقلية.
- خفض تكاليف الرعاية الصحية:

يمكن للرعاية التأهيلية الفعالة أن تقلل من الحاجة إلى العلاج في المستشفى على المدى الطويل، وتمنع المضاعفات، وتقلل العبء على أنظمة الرعاية الصحية.
- تقليل الاعتماد على الأدوية:

من خلال معالجة الأسباب الجذرية للإعاقات، قد تقلل الرعاية التأهيلية من الاعتماد على الأدوية لإدارة الأعراض.
- إعادة الإدماج الاجتماعي:

تُزوّد عملية إعادة التأهيل الأفراد بالمهارات والدعم اللازم لإعادة الاندماج في مجتمعاتهم، وتعزيز الشعور بالانتماء والحد من العزلة الاجتماعية.

## اختصاصات التأهيل
تشمل اختصاصات الرعاية التأهيلية العديد من المجالات مثل: الطب الرياضي، الإصابات والتأهيل، العلاج الطبيعي، العلاج النفسي، العلاج الوظيفي، طب الأعصاب التأهيلي، علاج النطق واللغة، المعالج الرياضي، تأهيل الإعاقة السمعية، تأهيل الإعاقة البصرية، والعديد من الاختصاصات الأخرى.

## أنواع الرعاية التأهيلية

### إعادة التأهيل البدني
يركز هذا الفرع على تحسين الحركة والقوة والتوازن والتنسيق من خلال العلاجات مثل الطب الرياضي والإصابات والتأهيل والعلاج المهني وبرامج التمارين الرياضية. وهو مفيد للأفراد الذين يتعافون من إصابات العضلات والعظام أو السكتة الدماغية أو بتر الأطراف أو العمليات الجراحية.

### إعادة التأهيل المعرفي
يركز هذا الجانب من الرعاية التأهيلية على استعادة القدرات المعرفية والذاكرة والانتباه ومهارات حل المشكلات. يساعد المرضى الذين عانوا من إصابات الدماغ المؤلمة أو السكتات الدماغية أو أمراض التنكس العصبي.

### إعادة تأهيل النطق واللغة
تساعد هذه الرعاية المتخصصة الأفراد الذين يعانون من صعوبات في النطق واللغة والبلع نتيجة لحالات مثل السكتة الدماغية أو إصابات الدماغ أو الاضطرابات العصبية.

### إعادة التأهيل النفسي والاجتماعي
يهدف هذا الفرع إلى استعادة السلامة العاطفية وتعزيز الأداء الاجتماعي من خلال الاستشارة ومجموعات الدعم والتدريب المهني وبرامج التكامل المجتمعي. ويعالج اضطرابات الصحة العقلية وتعاطي المخدرات والتحديات النفسية الأخرى.

## بعض أمثلة إعادة التأهيل
- التدريب على الكلام واللغة لتحسين تواصل الشخص بعد إصابة الدماغ.
- التدريب على التمارين البدنية لتحسين قوة العضلات والحركات الإرادية والتوازن لدى الأشخاص المصابين بالسكتة الدماغية أو مرض باركنسون.
- تعديل البيئة المنزلية لكبار السن لتحسين سلامتهم واستقلالهم في المنزل وتقليل مخاطر السقوط.
- تثقيف الشخص المصاب بأمراض القلب حول كيفية ممارسة الرياضة بأمان.
- تحضير الشخص الذي تم بتره ليكون قادرًا على استخدام الطرف الاصطناعي وصنع وتركيب وتجديد الطرف الاصطناعي.
- تقنيات تحديد المواقع والتجبير للمساعدة في التئام الجلد وتقليل التورم واستعادة الحركة بعد جراحة الحروق.
- وصف دواء لتقليل التشنج لطفل مصاب بالشلل الدماغي.
- العلاجات النفسية للشخص المصاب بضيق عاطفي بعد إصابة في النخاع الشوكي.
- تدريب المهارات الاجتماعية للأشخاص المصابين بالفصام أو اضطرابات طيف التوحد أو اضطرابات الإعاقة الذهنية.
- تدريب الشخص المصاب بفقدان البصر على استخدام العصا البيضاء.
- العمل مع مريض في العناية المركزة لتحسين تنفسه ومنع المضاعفات وتسريع الشفاء بعد المرض الخطير.[18][19][20]